# Delta—Richmond-Est
Delta—Richmond-Est est une ancienne circonscription électorale fédérale canadienne de la Colombie-Britannique, représentée de 2004 à 2015.

## Circonscription fédérale
La circonscription se situait au sud de la Colombie-Britannique, bordant la frontière américaine, et représentait le sud-ouest de la grande région de Vancouver, soit les villes de Delta et de Richmond.
Les circonscriptions limitrophes étaient Burnaby—New Westminster, Newton-Delta-Nord, Richmond, Surrey-Nord et Vancouver-Sud.
Elle possédait une population de 106 103 personnes, dont 77 778 électeurs, sur une superficie de 278 km2. 

## Résultats électoraux
|       | Candidat            | Parti        | # de voix | % des voix |
|       | Kerry-Lynne Findlay | Conservateur | +26 059,  | 54,24 %    |
|       | Alan Beesley        | Libéral      | +08 112,  | 16,88 %    |
|       | Nic Slater          | NPD          | +11 181,  | 23,27 %    |
|       | Duane Laird         | Vert         | +02 324,  | 4,84 %     |
|       | Jeff Monds          | Libertarien  | +00147,   | 0,31 %     |
|       | John Shavluk        | Indépendant  | +00220,   | 0,46 %     |
| Total | Total               | Total        | 48 043    | 100 %      |

|       | Candidat         | Parti        | # de voix | % des voix |
|       | (x) John Cummins | Conservateur | +26 292,  | 55,85 %    |
|       | Dana L. Miller   | Libéral      | +10 346,  | 21,98 %    |
|       | Szilvia Barna    | NPD          | +06 773,  | 14,39 %    |
|       | Matthew Laine    | Vert         | +03 662,  | 7,78 %     |
| Total | Total            | Total        | 47 073    | 100 %      |

## Historique
La circonscription est créée en 2003 à partir des circonscriptions de Delta—Richmond-Sud et de Richmond. Abolie lors du redécoupage de 2012, elle fut redistribuée parmi Delta et Steveston—Richmond-Est.
1. 2004-2011 — John Cummins, PCC
2. 2011-2015 — Kerry-Lynne Findlay, PCC

- PCC = Parti conservateur du Canada